# NGC 1388
NGC 1388 é uma galáxia {{{typ}}} localizada na direcção da constelação de Eridanus. Possui uma declinação de -15° 53' 58" e uma ascensão recta de 3 horas, 38 minutos e 12,0 segundos.
A galáxia NGC 1388 foi descoberta em 1886 por Frank Leavenworth.